# コンスタンティノス・タンパス
コンスタンティノス・タンパス（Konstantinos Tampas (ギリシア語: Κωνσταντίνος Τάμπας、1999年4月14日 - ）は、ギリシャ・アテネ出身のプロサッカー選手。ポジションは、ディフェンダー（ライトバック）。